# Seznam plynáren v Praze
Seznam plynáren v Praze obsahuje plynárny založené v Praze a obcích sousedních, které byly později k Praze připojeny. Seznam je řazen podle katastru a nemusí být úplný.

## Plynárny
- Plynárna Holešovice – U Výstaviště, (zaniklá)
- Plynárna Karlín – mezi Sokolovskou a Pobřežní, (zaniklá)
- Plynárna Libeň – (konverze)
- Plynárna Měcholupy – U Hostivařského nádraží, (zaniklá)
- Plynárna Michle – U Plynárny
- Plynárna Smíchov – mezi Nádražní a Radlickou, (zaniklá)
- Plynárna Žižkov – U Rajské zahrady, (zaniklá)

## Další provozy
- Továrna Hydroxygen – Hlubočepy, (konverze)
- Továrna Technoplyn – Hlubočepy, (zaniklá)